# Галуненко, Александр Васильевич
Алекса́ндр Васи́льевич Галуненко (род. 1 марта 1946, село Троицкое, Запорожская область, Украинская ССР, СССР) — лётчик-испытатель Авиационного научно-технического комплекса имени О. К. Антонова, Киев. Герой Украины (1999), заслуженный лётчик-испытатель СССР, заслуженный работник транспорта Украины.
Кандидат технических наук (2000), президент ГО «Федерация авиационного спорта Украины», председатель координационного совета ГО «Ассоциация самолетостроителей». Советник Генерального директора ГК «Укроборонпром»

## Биография

### Ранние годы
Родился 1 марта 1946 года в с. Троицкое Мелитопольского района Запорожской области. Окончил Черниговское высшее военное авиационное училище лётчиков, лётчик-инженер (1968).

### Служба в ВВС и работа в авиационной промышленности
С октября 1968 по декабрь 1973 — лётчик, старший лётчик, командир звена, заместитель командира эскадрильи в/ч 06858 Одесского военного округа.
С декабря 1973 по май 1975 — слушатель Школы лётчиков-испытателей Министерства авиационной промышленности СССР (окончил в 1975 году). С мая 1975 по декабрь 1991 — лётчик-испытатель АНТК им. О. Антонова, до сентября 1994 — командир летного отряда АНТК им. О. Антонова, до сентября 1996 — вице-президент «Международная авиакомпания „Антонов-Аэротрек“», до мая 2006 — лётчик-испытатель, помощник генерального конструктора  АНТК им. О. Антонова по лётным вопросам.
В 1974 году окончил Ленинградский институт авиационного приборостроения (ЛИАП).
С мая 2006 по май 2007 — депутат Верховной Рады Украины (от Партии регионов, № 192 в списке), председатель подкомитета по вопросам авиационного транспорта Комитета по вопросам транспорта и связи ВР Украины.
С декабря 2007 по октябрь 2008 — директор по поддержке эксплуатации самолётов АНТК им. О. Антонова.
С сентября 2010 года — профессор кафедры безопасности полётов и член Наблюдательного совета Кировоградской летной академии НАУ, с февраля 2011 года — советник генерального директора ГК «Укрспецэкспорт», с декабря 2011 года — заместитель председателя Наблюдательного совета ГК «Укроборонпром», с августа 2013 года — член Наблюдательного совета Национального авиационного университета.

### Семья
- Первая жена — Валентина Николаевна (1946—2015), сын — Евгений (род. 1969), дочь — Елена (род. 1973);
- вторая жена — Ольга Александровна

Внуки — Анатолий, Александр, Тамара, Мария.

## Награды и звания
- Герой Украины с вручением Ордена «Золотая Звезда» (21 августа 1999 года) — за личное мужество и героизм, проявленные во время проведения лётных испытаний новой авиационной техники[2].
- Орден «За заслуги» III степени (20 сентября 1997 года) — за личное мужество и высокий профессионализм, выявленные в испытании лётного образца военно-транспортного самолета Ан-70[3].
- Орден Дружбы (6 июля 1998 года, Россия) — за большой вклад в освоение новых образцов летательных аппаратов, укрепление дружбы и сотрудничества между Россией и Украиной[4].
- Орден Почёта (8 декабря 1988 года) — за успешное осуществление советско-канадского лыжного трансарктического перехода по маршруту СССР — Северный полюс — Канада и большой вклад в развитие дружеских отношений между СССР и Канадой[5].
- Заслуженный работник транспорта Украины (1992).
- Мастер спорта международного класса (1990).
- Заслуженный лётчик-испытатель СССР (1989).
- Заслуженный мастер спорта Украины (2004).

## Признание
За установление 110 мировых авиационных рекордов в одном полете на Ан-225 «Мрия» его имя занесено в книгу рекордов Гиннеса (1991).